# Skomętno Wielkie
Skomętno Wielkie est un village polonais de la gmina d'Kalinowo, dans le powiat d'Ełk, voïvodie de Varmie-Mazurie, au nord-est du pays. 
Il est situé à environ 19 km à l'est d'Ełk et à 141 km à l'est de la capitale régionale Olsztyn.